# Винјард (Јута)
Винјард (енгл. Vineyard) град је у америчкој савезној држави Јута.

## Демографија
По попису из 2010. године број становника је 139, што је 11 (-7,3%) становника мање него 2000. године.
| Група             | 2000.       | 2010.       |
| Белци             | 139 (92,7%) | 111 (79,9%) |
| Афроамериканци    | 0 (0,0%)    | 1 (0,7%)    |
| Азијати           | 0 (0,0%)    | 2 (1,4%)    |
| Хиспаноамериканци | 11 (7,3%)   | 22 (15,8%)  |
| Укупно            | 150         | 139         |